# Leptictidium
Leptictidium – wymarły rodzaj owadożernego ssaka z rodziny Pseudorhyncocyonidae, żyjącego w eocenie. Chociaż były szeroko rozpowszechnione w całej Europie, wyginęły około trzydziestu pięciu milionów lat temu.
Wśród zwierząt zachowanych w Messel w Niemczech są trzy gatunki Leptictidium. Na ich skamieniałościach doskonale zachował się kompletny zarys ciała i futra. Jest to spowodowane tym, że bakterie na futrze zwierzęcia, również uległy procesowi fosylizacji i są ciemniejsze niż okoliczne skały. Niektóre z tych skamieniałości zawierają również zawartość żołądka, dzięki czemu wiadomo, że zwierzę jadło owady, małe ssaki i jaszczurki.

## Etymologia
Leptictidium: rodzaj Leptictis Leidy, 1869; gr. przyrostek zdrabniający -ιδιον -idion.

## Gatunki
Do rodzaju należały następujące gatunki:
- Leptictidium auderiense Tobien, 1962
- Leptictidium ginsburgi Mathis, 1989
- Leptictidium listeri Hooker, 2013
- Leptictidium nasutum Storch & Lister, 1985
- Leptictidium prouti Hooker, 2013
- Leptictidium sigei Mathis, 1989
- Leptictidium storchi Hooker, 2013
- Leptictidium tobieni von Koenigswald & Storch, 1987